# University of Botswana Stadium
University of Botswana Stadium – stadion sportowy w Gaborone, stolicy Botswany. Należy do Uniwersytetu i mieści około 8500 osób.
Na stadionie odbył się jeden mecz do eliminacji strefy CAF do Mistrzostw Świata w Piłce Nożnej 2014 pomiędzy Południową Afryką i Botswaną.